# Persistenza (informatica)
In informatica, il concetto di persistenza si riferisce alla caratteristica dei dati di un programma di    sopravvivere all'esecuzione del programma stesso che li ha creati: senza questa capacità questi infatti verrebbero salvati solo in memoria Ram venendo dunque persi allo spegnimento del computer.
Nella programmazione informatica, la persistenza si riferisce in particolare alla possibilità di far sopravvivere delle strutture dati all'esecuzione di un singolo programma. In ogni caso questa possibilità è raggiunta salvando i dati in uno storage non volatile, come su un file system o su un database (es. applicazioni web). Esempi di persistenza sono usati ad esempio nella serializzazione Java per salvare oggetti Java su disco rigido, oppure in Java EE per salvare i dati di un Enterprise Java Beans in un database nell'ambito di applicazioni web in architettura three-tier.